# Didymocarpus kerrii
Didymocarpus kerrii är en tvåhjärtbladig växtart som beskrevs av William Grant Craib. Didymocarpus kerrii ingår i släktet Didymocarpus och familjen Gesneriaceae. Inga underarter finns listade i Catalogue of Life.